# 日本海軍式水上機
日本海軍式水上機（にほんかいぐんしきすいじょうき）は、大日本帝国海軍が試作した水上機。「海軍第8号機」とも呼ばれる。日本海軍が初めて製作した国産機となった。

## 概要
1912年（明治45年）6月、海軍は航空機の研究のために海軍航空技術委員会を設け、水上機の研究を開始。横須賀海軍工廠造兵部に飛行機工場を新設し、1913年（大正2年）5月から外国製水上機の組み立てを行うと同時に、中島知久平機関大尉を主務者として純国産の水上機の設計・製作を進め、同年秋に1機を完成させた。その後、輸入機の教官を務めていた山田忠治大尉による試験が行われたが、本格的な使用には至らず実験機に終わった。
機体は木製骨組に翼は羽布張り、胴体は操縦席部のみに覆い（波除け）を備えた単フロート・推進式の水上複葉機。設計は当時輸入・国産化されていたカーチス1912年型（カ式水上機）とモーリス・ファルマン MF.7（モ式小型水上機）の折衷と言えるもので、機体全般とエンジンはカーチス系だが、操縦席と補助翼はファルマン系の設計によるものだった。将来的には機関銃や無線機を搭載することも見込んで設計されていたが、これは実現していない。

## 諸元
- 全長：8.50 m
- 全幅：14.00 m
- 自重：540 kg
- 全備重量：770 kg
- エンジン：カーチス O型 水冷V型8気筒（公称75 hp） × 1
- 最大速度：80 km/h
- 航続時間：4時間
- 乗員：2名